# NGC 3036
NGC 3036 ist die Bezeichnung für einen offenen Sternhaufen im Sternbild Kiel des Schiffs. Entdeckt wurde das Objekt am 7. März 1837 von John Herschel.